# Biosteres cubocephalus
Biosteres cubocephalus är en stekelart som beskrevs av Telenga 1950. Biosteres cubocephalus ingår i släktet Biosteres och familjen bracksteklar. Inga underarter finns listade.